# Atentado de Finsbury Park de 2017
El atentado de Finsbury Park de 2017 se produjo el 19 de junio de 2017 cuando una furgoneta fue conducida contra peatones en Finsbury Park, Londres, hiriendo a diez y matando a uno. El incidente ocurrió delante de la Casa de Bienestar Musulmán, a unos 100 metros de la mezquita de Finsbury Park. Un grupo de musulmanes que habían asistido al tarawih, las oraciones nocturnas celebradas durante el Ramadán, se encontraron con un hombre que se había desplomado en la parada de autobús. Mientras le prestaban los primeros auxilios, fueron atropellados por la furgoneta, y diez resultaron heridos. El hombre que se había desmayado murió en la escena.
El incidente está siendo investigado por la policía antiterrorista. Una persona fue arrestada bajo sospecha de comisión, preparación o instigación del terrorismo, incluyendo asesinato e intento de asesinato. El motivo está bajo investigación.

## Antecedentes
El ataque terrorista siguió a cinco complots terroristas islámicos frustrados en el Reino Unido en poco más de tres meses, además de tres ataques que se llevaron a cabo: un ataque en Westminster en marzo, una explosión de un suicida bomba en Mánchester en mayo y un ataque en el distrito de Southwark a principios de junio.
Después de los ataques, hubo un aumento en los informes de incidentes islamofóbicos. Varias mezquitas habían sido previamente blanco de incidentes como respuesta a los ataques islamistas.
La mezquita de Finsbury Park ha atraído atención positiva y negativa de los medios. El clérigo radical Abu Hamza al-Masri, quien fue condenado por cargos relacionados con el terrorismo tanto en el Reino Unido como en los Estados Unidos, sirvió como su imán de 1997 a 2003. La mezquita fue cerrada en 2003. En 2005, volvió a abrirse bajo un nuevo equipo de gerencia. Desde entonces la mezquita ha promovido activamente mejorar las relaciones interreligiosas de la comunidad. En diciembre de 2015, la mezquita sufrió un intento de incendio provocado cuando un hombre con una lata de gasolina intentó encender la lata y la arrojó al edificio.
Antes del ataque, las agencias de seguridad habían estado reportando un aumento en las actividades subversivas de extrema derecha.

## Eventos
El 19 de junio de 2017, aproximadamente a las 12:15 a. m. hora local, una furgoneta alquilada atropelló a varios peatones en el cruce de Whadcoat Street y Seven Sisters Road, a 100 metros de la mezquita de Finsbury Park en Londres.
Testigos primero informaron que varias personas se encontraban tumbadas en el suelo después de que un vehículo se condujera por la acera y una persona fue detenida poco después del incidente.
Según testigos, muchos de los heridos llevaban ropa musulmana tradicional después de salir de la mezquita, en el momento del incidente salían de las oraciones de tarawih, que son realizadas por los musulmanes sunitas durante el mes de Ramadán. También afirmaron que el conductor dijo «Quiero matar a todos los musulmanes», y que el ataque fue «por el puente de Londres».
Los fieles de la mezquita de Finsbury Park contuvieron al atacante. Un testigo dijo que el atacante fue golpeado y recibió puñetazos hasta que el imán de la mezquita intervino y detuvo la paliza, pidiendo que el conductor fuera entregado a la policía, mientras que otro testigo dijo que algunos de los reunidos querían golpearlo, pero fueron retenidos por otros.
Agentes fueron llamados a las 12:20 a. m. BST, dijo la Policía Metropolitana de Londres, describiéndolo como un incidente mayor. Según el Servicio de Ambulancias de Londres, ocho personas fueron llevadas a hospitales de la zona, y dos leves fueron tratadas en la escena.

## Consecuencias
La Cruz Roja Británica prestó apoyo a las víctimas del ataque. La mezquita del Este de Londres recibió una amenaza falsa de bomba más tarde el mismo día del ataque.
La policía arrestó al hijo del propietario de la empresa de alquiler que alquiló la camioneta, después que supuestamente publicó en Facebook: «It's my dads company I don't get involved it's a shame they don't hire out a steam rollers or tanks could have done a tidy job then [sic]» («Es la compañía de mi papá, no me involucro; es una lástima que no contrataran apisonadoras o tanques, podría haber hecho un trabajo ordenado entonces»).

## Investigación
La policía metropolitana ha declarado que un hombre de 47 años de edad, que se cree que es el conductor de la furgoneta, fue detenido por miembros del público y arrestado en relación con el incidente. Testigos informaron haber visto a tres personas dejar la furgoneta involucrada en el incidente, pero más tarde la policía anunció que sólo tienen un sospechoso. El incidente está siendo investigado por la policía antiterrorista.
Un portavoz de la policía dijo que el conductor estará sujeto a una evaluación de salud mental. Se informó que la furgoneta implicada en el incidente había sido alquilada en Pontyclun, Gales. El motivo aún está bajo investigación.
La primera ministra Theresa May reveló en una declaración que la policía declaró el ataque como un incidente terrorista en ocho minutos. Cressida Dick, Comisionada de la Policía Metropolitana, confirmó que el ataque estaba siendo tratado como terrorismo. El sospechoso fue acusado inicialmente de intento de asesinato, pero posteriormente fue acusado de «comisión, preparación o instigación del terrorismo», incluyendo asesinato e intento de asesinato.

## Sospechoso
El sospechoso fue identificado como Darren Osborne, un hombre de 47 años de edad, casado y padre de cuatro hijos, de Cardiff, que creció en Weston-super-Mare. El ministro de Seguridad británico, Ben Wallace, dijo que Osborne no era conocido por los servicios de seguridad antes del ataque. Los vecinos de Osborne en Pentwyn, donde Osborne había vivido por varios años, lo describieron como agresivo y extraño, pero dijeron que no era racista. Los vecinos lo describieron como un «hombre de familia», al que se le escuchó cantar con sus hijos en la cocina horas antes del ataque, mientras que otros creían que él y su esposa se habían separado, viviendo en una tienda de campaña en el bosque en los últimos meses, y a menudo se le veía gritarle a ella en la calle.
El sospechoso presuntamente se volvió contra los musulmanes tras el ataque de Londres en junio de 2017. Al parecer alquiló una furgoneta cerca de Cardiff, varios días antes del ataque y durmió en ella durante la noche. En la víspera del ataque, condujo hasta Londres, a cuatro horas de distancia, antes de llevar a cabo el ataque. Testigos de un pub local de Cardiff dijeron que el sospechoso había anunciado el día antes del ataque su intención de atacar la marcha del día de Al-Quds que se celebraba en aquel momento.
La hermana del sospechoso dijo que había intentado suicidarse unas semanas antes del ataque, y que tras el intento había pedido ser ingresado en un hospital psiquiátrico, pero fue rechazado por las autoridades. Además, dijo que estaba recibiendo medicación antidepresiva.

## Reacciones

### Comunidad
Flores y mensajes fueron dejados cerca de la escena del ataque y una vigilia a la luz de las velas se llevó a cabo a las 8 p. m. el 19 de junio.
Mohammed Kozbar, el presidente de la mezquita de Finsbury Park, tuiteó que «Nuestros pensamientos y oraciones con aquellos que fueron lesionados por este cobarde ataque en el área de Finsbury Park». El ataque también ha sido condenado por líderes cristianos, sijs y judíos.

### Políticos y funcionarios
El incidente fue descrito por Sadiq Khan, el alcalde de Londres, como un ataque terrorista.
Durante una visita a la mezquita de Finsbury Park, la primera ministra Theresa May elogió la comunidad multicultural de Londres y prometió más seguridad para los lugares de culto y un aumento en los esfuerzos contra el extremismo, incluida la islamofobia.
El secretario de Estado de Gales, Alun Cairns, dijo que la policía de Gales del Sur estaba trabajando con oficiales de Londres en la investigación.
El líder de la oposición Jeremy Corbyn, cuyo distrito electoral incluye a Finsbury Park, declaró que está «totalmente conmocionado» y que sus «pensamientos y oraciones están con aquellos y la comunidad de afectados por este terrible acontecimiento».
May y Corbyn visitaron la mezquita de Finsbury Park así como líderes comunitarios más tarde, el 19 de junio.
El príncipe Carlos de Gales visitó la mezquita de Finsbury Park el 21 de junio, donde se reunió con líderes comunitarios y transmitió un mensaje de la reina Isabel II. Relató que estaba sorprendida por el ataque, señalando especialmente que las víctimas habían estado asistiendo a las oraciones del Ramadán.

### Organizaciones
Representantes del Consejo Musulmán de Gran Bretaña y la Fundación Ramadán, así como varios políticos locales, dijeron que el incidente representaba el aumento de la islamofobia en el Reino Unido.
Partidarios del Estado Islámico utilizaron el ataque para llamar a nuevos ataques violentos.